# Skavnäsets kapell
Skavnäsets kapell  är en kyrkobyggnad i Persberg i Karlstads stift. Kapellet tillhör Filipstads församling.

## Historik

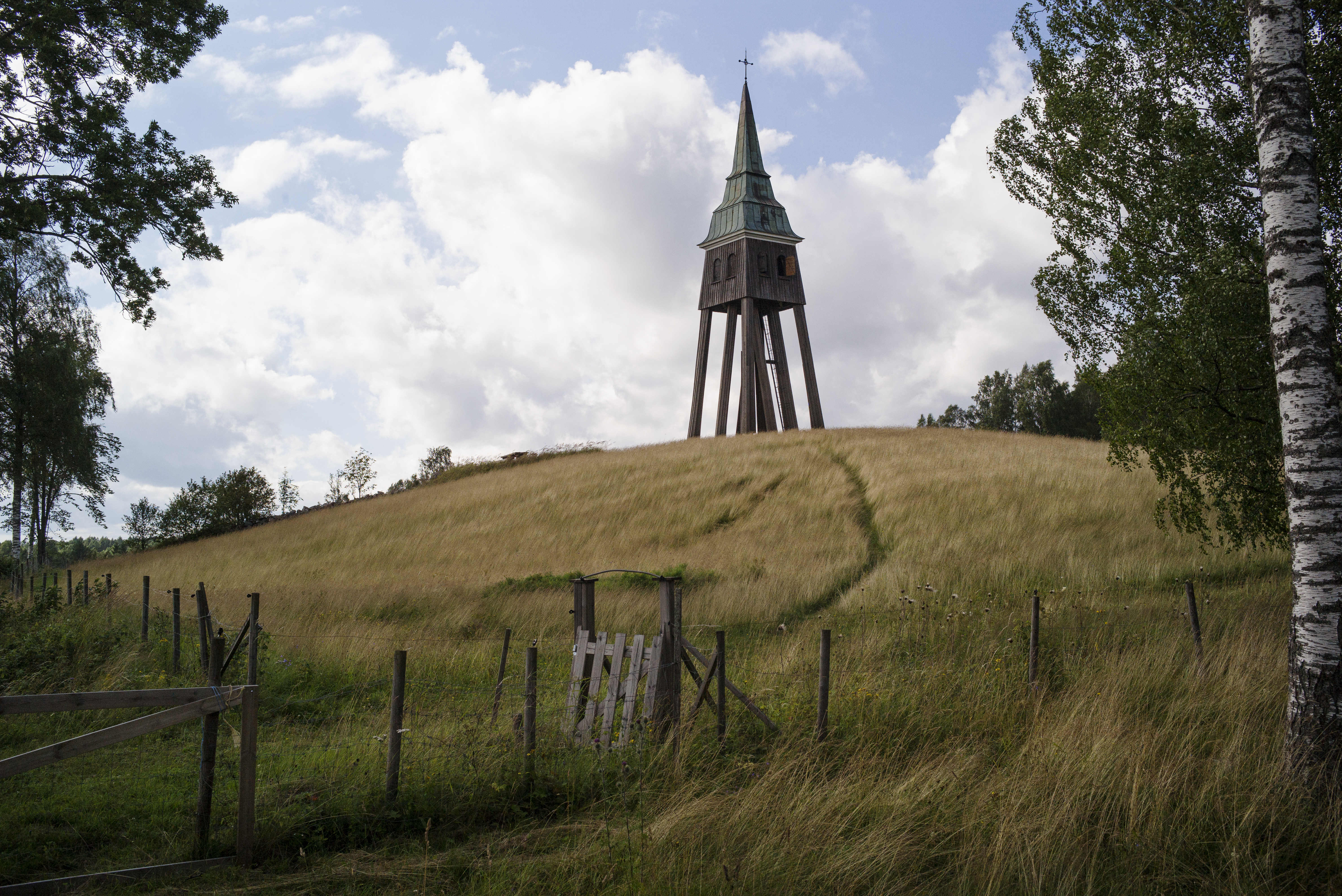
Klockstapeln på Högbergsfältet.

Redan år 1852 uppfördes kyrkogården som ligger i anslutning till kapellet, som dock inte byggdes förrän på 1940-talet. Klockstapeln som ligger på Högbergfältets naturreservat byggdes redan 1929.

## Kyrkobyggnaden
Kapellets arkitektur är inspirerad av en gruvlave.

## Interiör
Altartavlan i kapellet är målad av Karin Fryxell.

### Orgeln
I kapellet finns församlingens minsta orgel. Den är byggd av Anders Perssons orgelbyggfirma i Nyhamnsläge. Den har fyra stämmor och en manual. Det finns också två luckor för pipverket som man öppnar och stänger för hand ovanför notstället. Denna orgel är så gott som identisk med orgeln i Björkakyrkan i Ödåkra. Den enda skillnaden är att orgeln i Skavnäset saknar pedalklaviatur.

#### Disposition
- Gedackt 8
- Rörflöjt 4
- Principal 2
- Oktava 1